# Spaniopterus crucifer
Spaniopterus crucifer är en stekelart som beskrevs av Charles Joseph Gahan 1927. Spaniopterus crucifer ingår i släktet Spaniopterus och familjen sköldlussteklar.
Artens utbredningsområde är:
- Fiji.
- Mauritius.

Inga underarter finns listade i Catalogue of Life.